# Nate Dogg
Nate Dogg, de son vrai nom Nathaniel Dwayne Hale, (né le 19 août 1969 à Clarksdale, Mississippi, et décédé le 15 mars 2011 à Long Beach, en Californie), est un chanteur, rappeur, producteur, réalisateur et acteur américain. Connu[Par qui ?] pour ses très nombreux hooks et featurings, son flow est très influencé par le rap, le funk, le RnB, la musique soul et le gospel. Cousin des rappeurs Butch Cassidy, Lil' ½ Dead, Daz Dillinger et Snoop Dogg, il reste une des figures majeures du rap West Coast et a lancé une vague d'artistes, comme Butch Cassidy, Big Moe, Devin the Dude, Mo B. Dick, T-Pain ou Ron Browz.

## Biographie

### Jeunesse
Dans sa jeunesse, il chante à l'église baptiste Long Beach's New Hope Baptist Church, à Long Beach, en Californie, où son père était pasteur . C'est dans cette ville qu'il a fait la connaissance de Warren Griffin (Warren G), ainsi que de Calvin Broadus (Snoop Dogg), son cousin, qui, après un déménagement dans le Mississippi, arrivera dans le même lycée que lui. Il a également chanté à l’église baptiste Life Line de Clarksdale.

### Débuts en collaboration
Une très forte amitié et un amour commun pour le rap conduisent Warren G, Nate et Snoop Dogg à former le groupe Three The Hard Way rebaptisé plus tard 2-1-3, l'ancien indicatif téléphonique de Long Beach,. Ils font leurs premières armes dans la boutique de disques VIP Records, Snoop y tournera plus tard des scènes du clip de Who Am I ?, son premier succès. Après avoir obtenu ses diplômes, Nathaniel décide d'entrer dans la marine, Certaines sources suggèrent qu'il aurait été renvoyé pour mauvaise conduite. Cependant, ces affirmations ne sont pas confirmées de manière officielle. Il choisit donc de revenir à Long Beach pour devenir chanteur. Il rejoint ainsi le gang des Rollin' 20's Crips où il retrouve Snoop Dogg, Warren G et Goldie Loc. Après quelques démêlés avec la justice, Nate rejoint ses amis d’enfance Snoop et Warren pour effectuer des enregistrements de cassettes.
En 1991, Nate enregistre de nombreux titres avec son groupe et devient très populaire à Long Beach. Warren G décide alors de faire écouter une cassette de son groupe à son demi-frère, le célèbre Dr. Dre qui, ayant quitté la maison de disques Ruthless Records et le groupe N.W.A, a l'intention de s'associer avec l'ancien footballeur professionnel Marion « Suge » Knight. Après une écoute attentive, Dre décide de les faire participer tous les trois à son premier album solo The Chronic, en 1992.

### Débuts en solo
Nate prépare ensuite son premier album, mais la plupart des titres qu'il avait enregistrés avaient été placés sur d'autres albums. Ainsi la chanson Ain't No Fun, dont le premier couplet de Nate Dogg est remarquable, est sur le fameux Doggystyle de Snoop Dogg. En 1994, Warren G sort le cinglant Regulate en duo avec Nate Dogg extrait de l'album Regulate… G-Funk Era. La chanson atteint la deuxième place des classements et lance leurs carrières. Nate signe donc sur Death Row Records et contribue à plusieurs albums des artistes de la maison de disques, parmi lesquels All Eyez on Me de 2Pac ou encore la bande originale du court métrage Murder Was the Case de Dr. Dre.

### Démêlés judiciaires et suite de carrière
En 1996, Nate Dogg est soupçonné de vol à main armée, mais la police retire les accusations portées à son égard. Nate sort à cette même époque son premier single intitulé Never Leave Me Alone sur lequel figure Snoop Dogg. L'album l'accompagnant sort le 14 janvier 1997 après son départ de Death Row. Il attaque alors sa maison de disques en justice pour récupérer les droits d'auteurs sur son premier album G-Funk Classics vol. 1, cet album ayant rencontré un vif succès. En 1998, Nate Dogg achève son second album G-Funk Classics vol. 1-2 qui sort le 21 juillet 1998 avec notamment les contributions de Snoop Dogg, Warren G, Tha Dogg Pound, Butch Cassidy, Lady of Rage, Tray Deee et 2Pac.
Le 4 décembre 2001 arrive le troisième album de Nate Dogg intitulé Music and Me. Il présente de grands producteurs et des artistes comme Snoop Dogg, Lil' Mo, Xzibit, Kurupt et Dr. Dre. Le 25 février 2003 sortira son dernier album solo, Nate Dogg, où on trouvera en feat Snoop Dogg, Warren G, DJ Quik, Timbaland, Redman, Eve, Xzibit et Fabolous (entre autres). En août 2004, Nate Dogg sort un album avec les 2-1-3 intitulé The Hard Way.

### Problèmes de santé et décès

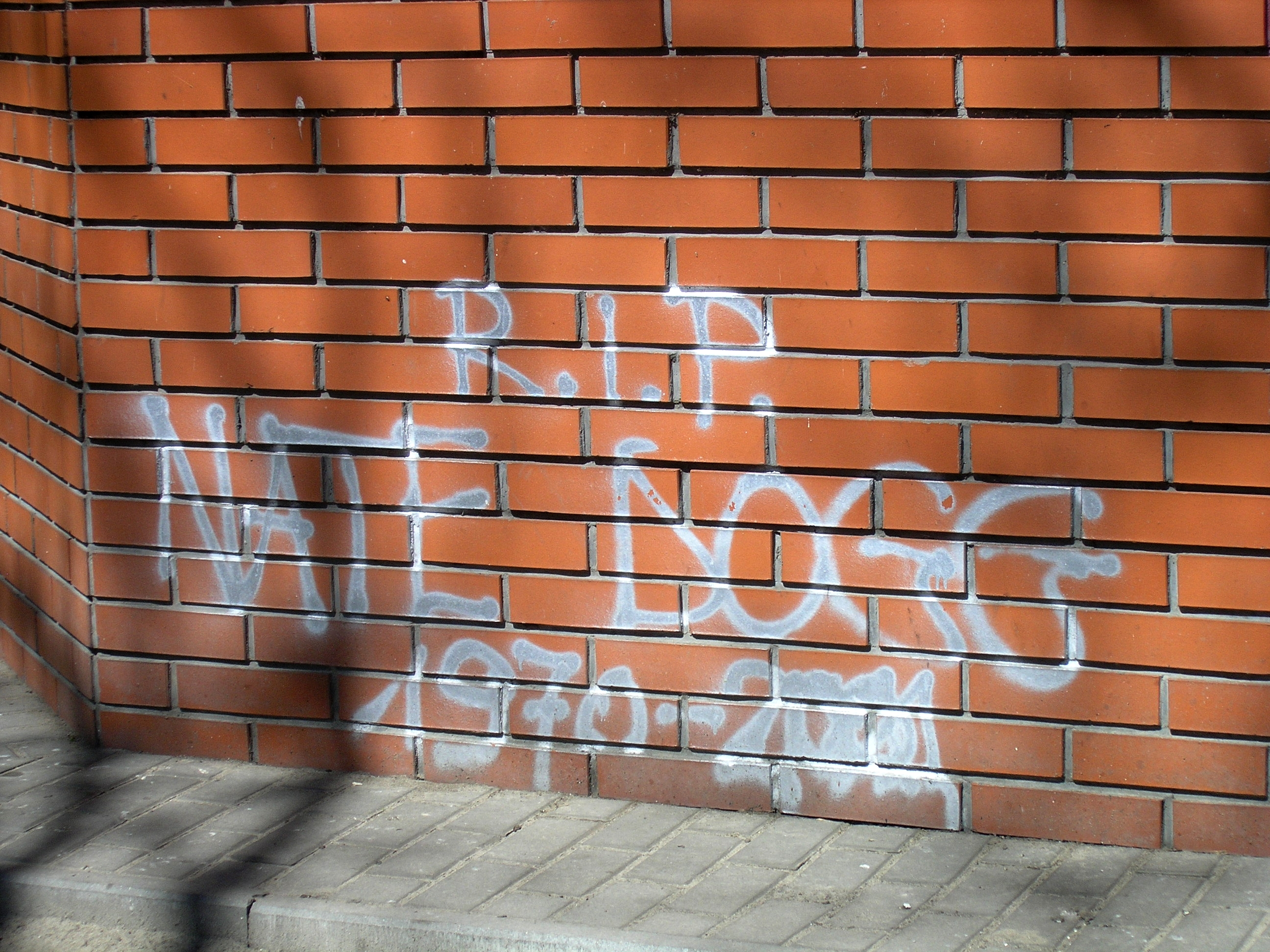
Graffiti dévoué à Nate Dogg à Varsovie, en avril 2012.

En 2007, Nate Dogg est hospitalisé, des suites d'une attaque cérébrale survenue le 19 décembre 2007. À la suite de ce problème médical, il devient hémiplégique : le côté gauche de son corps est paralysé. Cela dit, sa voix n'a pas été endommagée. Son manager ne peut alors pas prédire dans combien de temps le chanteur pourra se remettre sur pied : une rééducation de plusieurs mois, voire quelques années, est en général nécessaire. En 2008, il participe néanmoins à une chanson du groupe marseillais Psy 4 De La Rime, À l'ancienne, figurant sur leur album Les Cités d'or. Il collabore également avec le rappeur Nelly sur le morceau L.A. figurant sur l'album Brass Knuckles, de même que Snoop Dogg. Le 15 septembre 2008, Nate Dogg subit une seconde attaque cérébrale, dix mois après celle survenue fin 2007. Quelque temps après celle-ci, il parvient à respirer sans assistance mais son alimentation se fait toujours par tube.
Nate Dogg meurt le 15 mars 2011, à l'âge de 41 ans, des suites des séquelles des deux attaques cérébrales. Son décès émeut profondément la communauté hip-hop, notamment son ami Snoop Dogg, ainsi qu'Eminem. Snoop Dogg explique : « Nous avons perdu une vraie légende du hip-hop et du RnB. Nate Dogg était l'un de mes meilleurs amis, depuis 1986, lorsque j'étais en seconde année au lycée de Poly. C'est là que nous nous sommes rencontrés. » Pour Eminem, « la voix de Nate dans la musique ne sera jamais remplacée. Il a contribué à créer le mouvement du rap West Coast, et j'ai été l'un des chanceux à pouvoir travailler avec lui et l'honneur de l'avoir eu comme ami. Nate va beaucoup nous manquer, toutes mes condoléances et mes prières vont à sa famille et à ses proches. » Ludacris, qui avait collaboré avec lui en 2001 pour le titre Area Codes, extrait de l'album Word of Mouf ajoute : « Il y a un vide dans le cœur du hip-hop qui ne pourra jamais être comblé. Je suis heureux que nous ayons marqué l’histoire ensemble. RIP (repose en paix). »
Snoop Dogg s'est fait tatouer Nate Dogg sur l'avant-bras gauche. Warren G a enregistré le morceau This Is Dedicated to You en featuring avec Latoiya Williams et le rappeur The Game rend hommage au chanteur avec le titre All Doggs Go to Heaven, qui reprend The Next Episode de Dr. Dre sur lequel Nate Dogg chantait la « conclusion ».
En 2015, son ami Warren G utilise des couplets inédits de Nate Dogg pour son EP Regulate... G Funk Era, Pt. II.

## Discographie

### Albums studio
- 1998 : G-Funk Classic, Vol. 1 (Ghetto Preacher) and Vol. 2 (The Prodigal Son)
- 2001 : Music and Me (Elektra Records)
- 2003 : Nate Dogg (Elektra Records)

### Compilation
- 2002 : Essentials (Elektra Records)

### Avec 213
- 2004 : The Hard Way (TVT Records)

### Singles
| Année | Titre                                       | U.S. Hot 100 | U.S. R&B | Album                         |
| ----- | ------------------------------------------- | ------------ | -------- | ----------------------------- |
| 1994  | One More Day                                | -            | -        | Murder Was the Case OST       |
| 1996  | Never Leave Me Alone (featuring Snoop Dogg) | 33           | 22       | G-Funk Classics, Vol. 1 and 2 |
| 1998  | Nobody Does It Better (featuring Warren G)  | 18           | 13       | G-Funk Classics, Vol. 1 and 2 |
| 2001  | I Got Love'                                 | 49           | 45       | Music & Me                    |
| 2001  | Keep it G.A.N.G.S.T.A.                      | -            | -        | Music & Me                    |
| 2003  | Get Up (featuring Eve)                      | -            | -        | Nate Dogg                     |

### Autres singles en featuring
| Année | Chanson | U.S. Hot 100 | U.S. Hot R&B / Hip-Hop | UK Singles | Album                                              |
| ----- | --- | ------------ | ---------------------- | ---------- | -------------------------------------------------- |
| 1994  | How Long Will They Mourn Me? (Thug Life avec Nate Dogg)                                                                 | -            | -                      | -          | Thug Life, Vol. 1                                  |
| 1994  | Regulate (Warren G avec Nate Dogg)                                                                                      | 2            | 7                      | 5          | Regulate... G-Funk Era                             |
| 1996  | All About You (2Pac avec Dru Down, Hussein Fatal, Yaki Kadafi, Nate Dogg & Snoop Dogg) Skandalouz (2Pac avec Nate Dogg) | -            | -                      | -          | All Eyez on Me                                     |
| 1998  | Bitch Please (Snoop Dogg avec Xzibit & Nate Dogg)                                                                       | 77           | 26                     | -          | No Limit Top Dogg                                  |
| 2000  | The Next Episode (Dr. Dre avec Snoop Dogg, Nate Dogg, & Kurupt)                                                         | 23           | 11                     | 3          | 2001                                               |
| 2000  | Nah Nah (E-40 avec Nate Dogg)                                                                                           | -            | 61                     | -          | Loyalty & Betrayal                                 |
| 2000  | Oh No (Mos Def avec Pharoahe Monch & Nate Dogg)                                                                         | 48           | 22                     | 24         | Lyricist Lounge 2                                  |
| 2001  | Lay Low (Snoop Dogg avec Nate Dogg, Master P, Butch Cassidy, Goldie Loc, & Tray Deee)                                   | 50           | 20                     | 8          | Tha Last Meal                                      |
| 2001  | Reflections (K-Mel avec Nate Dogg)                                                                                      | -            | -                      | -          | Reflections                                        |
| 2001  | Can't Deny It (Fabolous avec Nate Dogg)                                                                                 | 25           | 13                     | -          | Ghetto Fabolous                                    |
| 2001  | Ballin' Out of Control (Jermaine Dupri avec Nate Dogg)                                                                  | 95           | 42                     | -          | Instructions                                       |
| 2001  | Area Codes (Ludacris avec Nate Dogg)                                                                                    | 24           | 10                     | 25         | Word of Mouf                                       |
| 2002  | Multiply (Xzibit avec Nate Dogg)                                                                                        | -            | 40                     | 39         | Man vs. Machine                                    |
| 2002  | The Streets (WC avec Snoop Dogg & Nate Dogg)                                                                            | 81           | -                      | 48         | Ghetto Heisman                                     |
| 2003  | My Name (Xzibit avec Eminem & Nate Dogg)                                                                                | -            | 66                     | -          | Man vs. Machine                                    |
| 2003  | Gangsta Nation (Westside Connection avec Nate Dogg)                                                                     | 33           | 22                     | -          | Terrorist Threats                                  |
| 2003  | 21 Questions (50 Cent avec Nate Dogg)                                                                                   | 1            | 1                      | 6          | Get Rich or Die Tryin'                             |
| 2004  | Til the End (Lloyd Banks avec Nate Dogg)                                                                                | -            | -                      | -          | The Hunger For More                                |
| 2004  | The Set Up (Obie Trice avec Nate Dogg)                                                                                  | 73           | 39                     | 32         | Cheers                                             |
| 2004  | Need Me in Your Life (Memphis Bleek avec Nate Dogg)                                                                     | -            | -                      | -          | M.A.D.E.                                           |
| 2004  | I Like That (Houston avec Chingy, Nate Dogg, & I-20)                                                                    | 11           | 14                     | 11         | It's Already Written                               |
| 2004  | Time's Up (Jadakiss avec Nate Dogg)                                                                                     | 70           | 26                     | -          | Kiss of Death                                      |
| 2004  | Thugs Get Lonely Too (2Pac avec Nate Dogg)                                                                              | 98           | 55                     | -          | Loyal to the Game                                  |
| 2005  | Hush is Coming (Hush avec Nate Dogg)                                                                                    | -            | -                      | -          | Bulletproof                                        |
| 2005  | I Need a Light (Warren G avec Nate Dogg)                                                                                | 34           | -                      | 4          | In the Mid-Nite Hour                               |
| 2005  | Real Soon (Tha Dogg Pound avec Nate Dogg & Snoop Dogg)                                                                  | -            | -                      | -          | Welcome to tha Chuuuch: Da Album                   |
| 2005  | Shake That (Eminem avec Nate Dogg)                                                                                      | 6            | -                      | 28         | Curtain Call: The Hits                             |
| 2006  | Have a Party (Mobb Deep avec 50 Cent & Nate Dogg)                                                                       | -            | 49                     | -          | Bande originale de Réussir ou mourir / Blood Money |
| 2007  | Boss' Life [Remix] (Snoop Dogg avec Nate Dogg)                                                                          | -            | 65                     | -          | Tha Blue Carpet Treatment                          |
| 2008  | À l'ancienne (Psy 4 De La Rime avec Nate Dogg)                                                                          | -            | -                      | -          | Les Cités d'or                                     |
| 2009  | 100 Miles and Runnin' (Warren G avec Nate Dogg & Raekwon)                                                               | -            | -                      | -          | The G-Files                                        |
| 2010  | Kush (Dr. Dre avec Snoop Dogg & Akon) (non crédité)                                                                     | -            | -                      | -          | Detox                                              |

## Filmographie
- 1994 : Above the Rim : Big Pimpin' (chanson)
- 1995 : Murder Was the Case :  l'homme avec la télévision (segment Gin and Juice) (non crédité) / One More Day (chanson)
- 1997 : Gridlock'd : Why (chanson)
- 1997 : Flics sans scrupules (Gang Related) de Jim Kouf : Theses Days (chanson)
- 2000 : Up in Smoke Tour (DVD concert) : lui-même
- 2002 : Le Transporteur : I Got Love (chanson)
- 2002–2003 : Doggy Fizzle Televizzle : chanteur du thème musical pour le sketch The Braided Bunch
- 2003 : Président par accident : lui-même / chanteur et compositeur du thème musical
- 2003 : Need for Speed : Underground : Keep it Comin' (chanson)
- 2005 :  DPG Eulogy : lui-même
- 2005 : Live at the House of Blues : lui-même
- 2006 :  Tupac: The Complete Live Performances : lui-même
- 2008 : The Boondocks : Eff Granddad (chanson featuring Thugnificent (Busta Rhymes), Macktastic (Snoop Dogg) et  Flonominal (Warren G))